# Quel, La Rioja
Quel, La Rioja tỉnh và cộng đồng tự trị La Rioja, phía bắc Tây Ban Nha. Đô thị này có diện tích là 54,78 ki-lô-mét vuông, dân số năm 2009 là 2073 người với mật độ 37,84 người/km². Đô thị này có cự ly 5 km so với Logroño.